# Сілке
Сілке Орніллос Клейн (ісп. Silke Hornillos Klein; *6 лютого 1974, Мадрид) — іспанська акторка, ремісниця та ювелірка.

## Біографія
Сілке Орніллос Клейн народилась 6 лютого 1974 року в Мадриді. ЇЇ батько, Пелайо Орніллос Фернандес де Бобаділья - адвокат, її мати перекладачка з німецької мови. У Сілке є старша сестра Ельке, та молодший брат Пелайо. Після закінчення школи Сілке вступила на навчання в театральну школу Вільяма Лейтона в Мадриді. В цей час вона знялася в епізодичній ролі в фільмі “Оркестр Клуб Вірджинія». 

Сілке (Марі) та Кармело Гомес (Анхель) в фільмі "Земля"

Життя Сілке Клейн змінилося після проходження кастингу та отримання ролі в фільмі "Земля" режисера Хуліо Медема, де вона грає 18-річну Марі, в яку закохується головний герой Анхель у виконанні Кармело Гомеса. За цю роль акторка отримала номінацію на премію Гойя за найкращу жіночу роль в 1997 році.
Протягом року вона знімається ще в двох фільмах «Привіт, ти сама?» та «У мене є будинок». Завдяки ЗМІ стає зіркою. Та попри це вона вирішує відпочити деякий час. За цей час знімається в кількох рекламних роликах для популярних брендів з виробництва гігієнічних серветок, автомобілів та продовольства в Іспанії. 
Відкриває магазин модного одягу Drumbalo. 
Після довгої паузи Сілке повертається в кінематограф та знімається в фільмах «Нульовий кілометр», «Поздоровлення»,  «Темна кімната», «Секс» та «Іріс». Фільм «Час темряви» 2006 року став останнім її фільмом. 
Сілке проживає на Ібіці, одружена, має доньку.

## Основна фільмографія
- 1991 — Оркестр Клуб Вірджинія (Orquesta Club Virginia), реж. Мануель Ібоера
- 1995 — Привіт, ти сама? (Hola, ¿estás sola?), реж. Ісіар Больяїн
- 1996 — Земля (Tierra), реж. Хуліо Медем
- 1996 — У мене є будинок (Tengo una casa), реж. Моніка Лагуна
- 1998 — Журнал для історії (Diario para un cuento), реж. Яна Бокова
- 2000 — Нульовий кілометр (Km. 0), реж. Іоланда Гарсія Серрано, Хуан Луїс Іборра
- 2000 — Молюски та мідії (Almejas y mejillones), реж. Маркос Карневале
- 2000 — Поздоровлення (Felicidades), реж. Лучо Бендер
- 2001 — А ти, що би зробив заради кохання? (¿Tú qué harías por amor?), реж. Карлос Саура Медрано
- 2001 — Серенада темряви (Tuno negro), реж. Педро Л.Барберо, Вінсент Дж. Мартін
- 2001 — Три дружини (Tre mogli), реж. Марко Різі
- 2003 — Санса (Sansa), реж. Зігфрід
- 2003 — Темна кімната (Cámara oscura), реж. Пао Фрейхаус
- 2003 — Секс (Sex), реж. Антоніо Діаз
- 2004 — Іріс (Iris), реж. Роза Верхес
- 2004 — На іншій стороні (Al otro lado), реж. Густаво Лоза
- 2006 — Час темряви (La hora fría), реж. Еліо Куарога